# Stenus agnatus
Stenus agnatus är en skalbaggsart som beskrevs av Thomas Casey. Stenus agnatus ingår i släktet Stenus och familjen kortvingar. Inga underarter finns listade i Catalogue of Life.